# Sidbury (Shropshire)
Sidbury – wieś i civil parish w Anglii, w hrabstwie Shropshire. W 2001 civil parish liczyła 32 mieszkańców. Sidbury jest wspomniana w Domesday Book (1086) jako Sudberie.